# Grand Champ
Grand Champ är rapparen DMXs femte studioalbum, utgivet under september 2003. Albumet sålde 312 000 exemplar den första veckan och debuterade därmed som #1 på Billboard 200.
Albumet innehåller bland annat hitsinglarna Where The Hood At? och Get It On The Floor.

## Titellista
| Nr | Titel                              | Producent(er)                                                    | Artist(er)                                                  | Längd |
| -- | ---------------------------------- | ---------------------------------------------------------------- | ----------------------------------------------------------- | ----- |
| 1  | "Dog" (Intro)                      | Darold "Pop" Trotter                                             | DMX, Bashir Fadai                                           | 3:32  |
| 2  | "My Life"                          | Dart La                                                          | DMX, Chinky                                                 | 3:09  |
| 3  | "Where The Hood At"                | Tuneheadz                                                        | DMX                                                         | 4:46  |
| 4  | "Dogs Out"                         | Kanye West                                                       | DMX                                                         | 4:03  |
| 5  | "Get It On The Floor"              | Swizz Beatz                                                      | DMX, Swizz Beatz                                            | 4:22  |
| 6  | "Come Prepared" (Skit)             | Jay "Icepick" Jackson, Joaquin "Waah" Dean                       |                                                             | 0:35  |
| 7  | "Shot Down"                        | Salaam Wreck                                                     | DMX, 50 Cent, Styles P                                      | 3:42  |
| 8  | "Bring The Noize"                  | Tuneheadz                                                        | DMX                                                         | 3:30  |
| 9  | "Untouchable"                      | Tony Pizarro                                                     | DMX, Syleena Johnson, Cross, Infa-Red, Sheek Louch, Drag On | 6:05  |
| 10 | "Fuck Y'all"                       | Ron Browz                                                        | DMX                                                         | 3:43  |
| 11 | "Ruff Radio" (Skit)                | Jay "Icepick" Jackson, Joaquin "Waah" Dean                       |                                                             | 0:43  |
| 12 | "We're Back"                       | Tuneheadz                                                        | DMX, Eve, Jadakiss                                          | 4:25  |
| 13 | "Ruff Radio 2" (Skit)              | Jay "Icepick" Jackson, Joaquin "Waah" Dean                       |                                                             | 0:18  |
| 14 | "Rob All Night (If I'm Gonna Rob)" | Rockwilder                                                       | DMX                                                         | 3:27  |
| 15 | "We Go Hard"                       | No I.D.                                                          | DMX, Cam'Ron                                                | 3:36  |
| 16 | "We 'Bout To Blow"                 | Dame Grease                                                      | DMX, Big Stan                                               | 3:31  |
| 17 | "The Rain"                         | DJ Scratch                                                       | DMX                                                         | 3:27  |
| 18 | "Gotta Go" (Skit)                  | Jay "Icepick" Jackson, Joaquin "Waah" Dean                       |                                                             | 1:07  |
| 19 | "Don't Gotta Go Home"              | Antoine "Bam" Macon, Ryan Bowser, Mr. Devine, Victor Flowers     | DMX, Monica                                                 | 4:17  |
| 20 | "A'Yo Kato"                        | Swizz Beatz                                                      | DMX, bakgrundssång: Magic, Val                              | 3:46  |
| 21 | "Thank You"                        | DMX, Nemo, Ron H, Reggie Flowers, Gerald Flowers, Victor Flowers | DMX, bakgrundssång: Patti LaBelle;                          | 3:01  |
| 22 | "Prayer V"                         | DMX                                                              | DMX                                                         | 1:47  |
| 23 | "On Top" (Bonus Track)             | Mac G                                                            | DMX, Big Stan                                               | 3:34  |